# 14558 Wangganchang
14558 Wangganchang eller 1997 WG1 är en asteroid i huvudbältet som upptäcktes den 19 november 1997 av Beijing Schmidt CCD Asteroid Program vid Xinglong-observatoriet. Den är uppkallad efter kinesen Ganchang Wang.
Den tillhör asteroidgruppen Eos.